# Conrado de Montferrato
Conrado I de Monferrato, o Conrado I de Jerusalén (mediados de 1140-28 de abril de 1192) fue uno de los participantes más importantes de la Tercera Cruzada. Conrado fue de iure rey de Jerusalén, por su matrimonio con Isabel de Jerusalén, desde el 24 de noviembre de 1190, aunque no fue oficialmente elegido rey hasta 1192, unos días antes de su muerte.

## Últimos años
No se sabe ni la fecha exacta ni el lugar donde nació Conrado, aunque es probable que naciera en Casale, la capital del marquesado de su padre. Se le menciona por primera vez en una carta fechada en 1160, cuando estaba sirviendo en la corte de su tío materno, Conrado, obispo de Passau, y más tarde arzobispo de Salzburgo. (Seguramente fue llamado Conrado por él, o por el medio hermano de su madre, el Rey de los Romanos, Conrado III.) Conrado tenía aproximadamente 15 años.
Conrado es descrito en la Brevis Historia Occupationis et Amissionis Terræ Sanctæ como un hombre atractivo, inteligente y valeroso: 

Conrado era vigoroso con las armas, extremadamente inteligente tanto en su natural habilidad mental como en los estudios, amable en su carácter y en sus hechos, dotado de todas las virtudes humanas, destacado en cada consejo, la justa esperanza de su propio bando y un rayo ardiente para los enemigos, capaz de pretensión y disimulo en la política, educado en todos los idiomas, para lo que tuvo una extremada fluidez. En una sola cosa sí se le considera culpable: que él había seducido a la esposa de otro, y la hizo separarse de su marido, y se casó con ella.
Brevis Historia Occupationis et Amissionis Terræ Sanctæ 

(La última frase alude a su tercer matrimonio, con Isabel de Jerusalén en 1190, que se verá más adelante.)
Conrado participó activamente en política desde que tenía 20 años. Participó con otros miembros de su familia en la campaña contra la Liga Lombarda, donde demostró ser un eficiente comandante. Su primer matrimonio fue antes de 1179 con una dama sin identificar, posiblemente hija del conde Meinhard I de Gorizia, pero ella falleció a finales de 1186 sin dejar descendientes vivos.

## Conrado en elImperio bizantino
En 1179, siguiendo la alianza de su padre con el emperador Manuel I Comneno, Conrado dirigió un ejército contra las tropas de Federico I Barbarroja, dirigidas por el canciller imperial Cristiano, Arzobispo de Maguncia. En septiembre le derrotó en Camerino, haciendo prisionero al propio canciller (previamente, el canciller había hecho prisionero a Conrado). Dejó al cautivo en manos de su hermano Bonifacio y partió hacia Constantinopla reclamado por el emperador bizantino, regresando a Italia brevemente tras la muerte de Manuel en 1180. Ya en la treintena, su personalidad y buenas maneras causaron una agradable impresión en la corte bizantina: El historiador bizantino Niketas Choniates le describe como "de hermosa apariencia, en la flor de la vida, excepcional y sin igual en coraje e inteligencia, y en el mejor momento de la fuerza de su cuerpo".
En el invierno de 1186/1187, Isaac II Ángelo ofreció a su hermana Teodora para que se casase con el hermano menor de Conrado, Bonifacio. El matrimonio pretendía renovar la alianza del Imperio bizantino con Montferrato, pero Bonifacio ya estaba casado. Conrado, que había enviudado recientemente, había tomado la cruz con la intención de unirse a su padre en el Reino de Jerusalén; a pesar de ello, aceptó la oferta de Isaac y regresó a Constantinopla en la primavera de 1187 para casarse él mismo con Teodora. Con este matrimonio, Conrado alcanzó el rango de César. Sin embargo, casi inmediatamente tuvo que ayudar al emperador a defender su trono frente a una revuelta liderada por el general Alexios Branas. Según las Crónicas, Conrado tuvo que instigar al débil emperador a que tomase la iniciativa. Conrado luchó heroicamente en una batalla que le costó la vida al propio Branas, sin escudo ni yelmo, y vistiendo solamente una ligera piel de lino bajo la cota de malla. Tan sólo fue herido levemente en un hombro, mientras que el rebelde Branas fue asesinado y posteriormente decapitado por sus propios guardaespaldas.
No obstante, Conrado pensó que su importante servicio había sido recompensado muy pobremente, y comenzó a desconfiar de los sentimientos antilatinos de los bizantinos (su hermano Rainiero había sido asesinado en 1182) y de un posible intento de venganza de la familia de Branas. Así que Conrado decidió poner tierra de por medio y se fue al reino de Jerusalén en julio de 1187, embarcando en barco mercante genovés.

## Defensa de Tiro

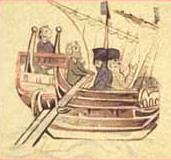
Conrado de Montferrato llegando a Tiro en una imagen de la Brevis Historia Regni Hierosolymitani (Biblioteca Nacional de Francia)

Conrado tenía la evidente intención de reunirse con su padre, reunión que se produjo en el castillo de San Elías. Conrado desembarcó primero en Acre, que recientemente había caído bajo el poder de Saladino, y navegó hacia el norte hasta Tiro, donde se encontraban los restos del ejército cruzado. Después de su victoria en la batalla de los Cuernos de Hattin sobre el ejército de Jerusalén, Saladino se encaminó sobre la marcha hacia el norte para capturar Acre, Sidón, y Beirut. Raimundo III de Trípoli, su hijastro Reginaldo de Sidón y otros nobles lograron escapar de la batalla y huir a Tiro, y estaban ya ansiosos de regresar a sus tierras para organizar su defensa. Pero Raimundo de Trípoli se encontraba en un delicado estado de salud y, murió poco después de regresar a casa.
De acuerdo con la Continuación de Guillermo de Tiro, Reginaldo de Sidón tomó su cargo en Tiro y estuvo en las negociaciones de rendición de la ciudad con Saladino. Supuestamente, Conrado rechazó las propuestas de Saladino y logró hacerse con la lealtad absoluta de los habitantes de Tiro. Reginaldo se fue para fortificar su propio castillo de Beaufort, en las riveras del río Litani. Con el apoyo de la comunidad de comerciantes italianos establecidos en la ciudad, Conrado reorganizó la defensa de Tiro, estableciendo una comuna similar a las muchas contra las que él había luchado en Italia.
En noviembre de 1187, Saladino regresó para asediar por segunda vez Tiro. Conrado aún estaba al mando en la ciudad, y había aprovechado el tiempo para seguir fortificando la ciudad, y llenarla de los refugiados cristianos que venían del norte del reino de Jerusalén. Esta vez, Saladino optó por combinar un asalto por tierra y mar, bloqueando el puerto. En un incidente descrito por el Itinerarium Peregrinorum (que normalmente es contrario a Conrado), Saladino presentó frente a los muros de la ciudad al padre de Conrado, Guillermo V de Montferrato, que había sido apresado en la batalla de los Cuernos de Hattin. Ofreció liberar a Guillermo y entregarle grandes regalos si rendía Tiro. Pero su anciano padre le dijo que se mantuviese firme aunque le matasen los egipcios. Conrado declaró que Guillermo había vivido una larga vida, y él mismo le apuntó con su arco desde las murallas. Al ver esta reacción, supuestamente Saladino exclamó: "Este hombre es un pagano y muy cruel". Pero el engaño frente a Saladino tuvo éxito y el viejo marqués Guillermo fue liberado en la actual ciudad siria de Tartus en 1188, de donde retornaría junto a su hijo para morir poco después. 
Al alba del 30 de diciembre, las fuerzas de Conrado lanzaron un rápido ataque sobre los cansados marineros egipcios, capturando muchas galeras. El resto de los barcos egipcios intentaron escapar hacia Beirut, pero los barcos de Tiro los interceptaron obligándolos a embarrancar las naves en la playa y huir a pie. Entonces Saladino ordenó el asalto contra los muros de la ciudad, pensando que los defensores estaban distraídos con la batalla naval. Sin embargo, Conrado lanzó a sus hombres a una carga fuera de las puertas de la ciudad que destrozaron al enemigo: el caballero Hugo de Tiberias se distinguió especialmente en la batalla. Saladino se vio obligado nuevamente a abandonar el asedio, quemando sus máquinas de guerra y barcos para evitar que cayesen en manos de Conrado.

## Lucha por la Corona
En el verano de 1188, Saladino puso a la venta al cautivo Guido de Lusignan, el marido de la reina Sibila de Jerusalén. Un año después, en 1189, Guido, acompañado por su hermano Godofredo, apareció en Tiro reclamando a Conrado que le entregase las llaves de la ciudad. Conrado se negó y declaró que Guido había perdido su derecho a ser rey de Jerusalén en la batalla de los Cuernos de Hattin. Conrado aseguró que mantenía la ciudad hasta la llegada de los reyes desde Europa. Para esto, invocó los términos expresados en la última voluntad de Balduino IV, términos rotos por Guido y Sibila: en el momento de la muerte de su sobrino Balduino V, este expresó su deseo de que fuesen sus más directos herederos los que ejerciesen la regencia hasta que la sucesión fuese posible, siendo ejercida por Enrique II de Inglaterra, Felipe II de Francia y Federico I Barbarroja. Conrado no permitió a Guido y Sibila entrar en la ciudad, aunque les permitió acampar a las afueras de la ciudad.
Conrado fue persuadido por su primo, Luis III, Landgrave de Turingia, a unirse a Guido en el asedio de Acre en 1189, durante la Tercera Cruzada. El asedio finalizó dos años después. En el verano de 1190, Conrado viajó a Antioquía para llevar a un joven pariente suyo, Federico VI de Suabia, a salvo junto a los restos del ejército imperial de Federico Barbarroja.
Guido de Lusignan era rey de Jerusalén únicamente por su matrimonio con Sibila. Pero cuando Sibila y sus hijas murieron por enfermedad ese año, Guido se negó a entregar la corona. La heredera del reino de Jerusalén era Isabel, medio hermana de Sibila, que estaba casada con Hunfredo IV de Torón. Sin embargo, Conrado contaba con el apoyo de la madre de Isabel, María Comneno, y de su padrastro Balián de Ibelín, así como el de Reinaldo de Châtillon y otros nobles de Outremer. Consiguieron que se anulase el matrimonio de Isabel alegando que era menor de edad cuando se desposó y que, por tanto, no le era posible dar su consentimiento. Entonces Conrado se casó con Isabel (24 de noviembre de 1190), lo que provocó rumores de bigamia, ya que aún seguía casado con Teodora. Sin embargo, Choniates, que solía denunciar con dureza cualquier irregularidad marital o sexual, no hace mención de ello. Esto podría indicar que el divorcio de Conrado ya se había efectuado en Bizancio antes de 1190; lo que por otra parte explicaría el que ya no regresase nunca más. También hubo objeciones al matrimonio desde el punto de vista del derecho canónico, ya que un hermano de Conrado había estado casado con una medio hermana de Isabel, y la ley de la Iglesia igualaba este parentesco al de sangre. Sin embargo, el legado papal, Ubaldo Lanfranchi, Arzobispo de Pisa, dio su aprobación (ante esto sus opositores denunciaron que el arzobispo había sido sobornado). El matrimonio fue oficiado el 24 de noviembre de 1190 por Felipe de Dreux, Obispo de Beauvais e hijo del primo de Conrado, Roberto I de Dreux. Desde ese momento Conrado se convirtió de jure en rey de Jerusalén. Sin embargo, había sido herido en batalla tan solo nueve días antes, y tras la boda regresó a Tiro con la novia para recuperarse. Regresó al asedio de Acre en primavera, protagonizando un infructuoso ataque contra la Torre de las Moscas, en la entrada del puerto.
Como Guido era vasallo del rey inglés Ricardo Corazón de León por sus posesiones en Poitou, Ricardo le apoyaba en la disputa, mientras que Conrado estaba siendo apoyado por sus primos el duque Leopoldo V de Austria y el rey Felipe II de Francia. Conrado ejerció de jefe de la negociación durante la entrega de Acre, e izó los estandartes de rey en la ciudad. Posteriormente, las dos partes llegaron a un acuerdo: Guido era confirmado como rey, y Conrado era nombrado su heredero. Conrado consiguió retener en su poder las ciudades de Tiro, Beirut y Sidón, mientras que, como heredero, recibiría Jerusalén a la muerte de Guido. En julio de 1191, su primo el rey francés, Felipe II, decidió regresar a Francia. Pero antes devolvió a Conrado la mitad del tesoro saqueado en Acre, además de todos los prominentes musulmanes retenidos como rehenes. El rey Ricardo le pidió a Conrado ayuda contra sus enemigos, pero Conrado le dio largas todo lo que pudo. Cuando finalmente Conrado cedió (ya que Ricardo era el nuevo líder de la Cruzada), Ricardo había matado a todos los rehenes. Conrado no se unió a Ricardo en su campamento del Sur, sino que prefirió permanecer con su esposa Isabel en Tiro, creyendo que su vida estaba en peligro. Aproximadamente fue por estas fechas cuando el padre de Conrado falleció.
Durante aquel invierno, Conrado, sospechando que el próximo movimiento de Ricardo iba a ser intentar recuperar Tiro para Guido, entabló negociaciones con Saladino. Su principal objetivo era ser reconocido como gobernante del norte del reino de Jerusalén, mientras que Saladino (que simultáneamente estaba negociando con Ricardo un posible matrimonio entre su hermano Al-Adil y la hermana viuda de Ricardo, Juana) esperaba que Conrado abandonase a los Cruzados. La situación dio un giro cuando el enviado de Ricardo, Hunfredo de Torón (el exmarido de Isabel), sorprendió al enviado de Conrado, Reginaldo de Sidón, negociando con Al-Adil. Parece que finalmente Conrado no llegó a ningún acuerdo, mientras que Juana se negó a casarse con un musulmán.

## Asesinato
En abril de 1192 el trono fue sometido a la votación de los barones del reino de Jerusalén, quienes eligieron, para consternación de Ricardo, a Conrado. Ricardo vendió a Guido el señorío de Chipre (donde continuó usando el título de rey) para compensarle y evitar que regresase a Poitou (ya que su familia tenía la reputación de estar en constante rebeldía). El sobrino de Ricardo, Enrique II de Champaña, llevó las noticias del resultado de las elecciones a Tiro y retornó a Acre el 24 de abril.
Pero Conrado no llegó a ser coronado. Durante las últimas horas de la mañana o primeras del mediodía del 28 de abril, Isabel, que estaba embarazada, regresaba tarde de los baños turcos para almorzar con él, así que Conrado fue a comer a la casa de su familiar y amigo Felipe, el obispo de Beauvais. El obispo ya había almorzado, así que Conrado se dispuso a regresar a su casa. Durante el camino fue atacado por dos Hashshashin que le apuñalaron al menos dos veces, en el costado y en la espalda. Sus guardaespaldas mataron a uno de los atacantes y capturaron al otro. No se sabe cuánto tiempo permaneció con vida Conrado tras el ataque. Algunas fuentes señalan que murió en la escena del ataque, o en las cercanías de una iglesia cercana. Por su parte, los cronistas de Ricardo afirman que fue llevado con vida a su casa, donde recibió la extremaunción, y allí instó a Isabel a entregar la ciudad únicamente a Ricardo o su representante. Esta versión es menos creíble por la propia relación de rivalidad que mantuvieron ambos durante años. Conrado fue enterrado en Tiro, en la iglesia de los Hospitalarios. El cronista árabe Ibn al-Athir escribió: 

"El marqués francés, gobernante de Tiro, y el más grande diablo de entre todos los Francos, Conrado de Montferrato – ¡Dios le ha condenado! – ha sido asesinado"

Realmente la muerte de un seguramente formidable rey fue una gran pérdida para el reino. Tenía unos 46 o 47 años.
El asesinato quedó sin ser resuelto. Después de ser torturado, el hashshashin superviviente aseguró que Ricardo estaba detrás del asesinato, lo que es imposible de probar. Algunas sospechas recayeron sobre Hunfredo de Toron, el primer marido de Isabel. La sombra de Saladino también podría estar tras el asesinato, aunque el hecho de que estuviese en medio de nuevas negociaciones con Conrado hace de ello bastante improbable. Además, Saladino no era partidario de los hashshashin. En 1970 Patrick A. Williams argumentó que el culpable era Enrique de Champaña, pero parece improbable que tomase una decisión tan drástica sin el consentimiento de su tío Ricardo.
Más tarde, mientras regresaba de las cruzadas disfrazado, Ricardo fue reconocido por Meinhard II de Görz, quien era sobrino de Conrado, seguramente por el primer matrimonio de este, y fue encarcelado por Leopoldo V de Austria (primo de Conrado). Una de las causas para ser detenido fue precisamente el asesinato de Conrado. Ricardo solicitó que los hashshashin rehabilitasen su nombre y, en una oportuna carta supuestamente enviada por el líder hashshashin Rashid ad-Din Sinan, se le exculpa de todo. La carta relataba que en 1191 Conrado había apresado un barco hashshashin que había buscado refugio en Tiro durante una tormenta. Conrado mató al capitán, encarceló a la tripulación y se apropió del tesoro que el barco transportaba. Cuando Rashid ad-Din Sinan solicitó que la tripulación fuese liberada y el tesoro devuelto Conrado se negó, y Rashid le sentenció a muerte. Sin embargo, es difícil creer que esta carta sea auténtica: Rashid ya estaba muerto en aquella época, y aparte de esta carta en sí, no hay más datos que sostengan que los hashshashin tuviesen algo que ver con la navegación. Por otra parte, Isabel, embarazada, se casó con Enrique de Champaña tan solo siete días después de enviudar, lo que podría indicar que estaba al corriente de lo que iba a suceder. Todo indica que el asesinato fue promovido dentro de la política de los Francos en Tierra Santa.

## Familia
El hermano de Conrado Bonifacio fue el líder de la Cuarta Cruzada y un notable mecenas de trovadores, al igual que su hermana Azalaïs marquesa de Saluzzo. Su hermano menor, Rainiero, fue yerno del emperador bizantino Manuel I Comneno, mientras que el mayor, Guillermo fue el primer marido de Sibilla y padre del rey Balduino V de Jerusalén. Conrado también fue marqués de Montferrato, aunque el marquesado lo gobernó su hermano Bonifacio hasta que lo heredó en 1191 por la muerte de Conrado. La heredera de Conrado nació algunos meses después de su muerte: una niña llamada María que se convirtió en reina de Jerusalén a los trece años, tras la muerte de Isabel.
Conrado estuvo casado en tres ocasiones:
- De nombre desconocido, se casaron antes de 1179. Ella murió en 1186.
- Teodora, la hermana de Isaac II Ángelo, con la que se casó en 1187. Probablemente se divorciaron antes de 1190. Teodora, despechada, ingresó entonces en el convento de Dalmatios.
- Isabel de Jerusalén, con la que se casó en 1190.

## Curiosidades
Una de sus esposas (seguramente la primera) es la protagonista de una de las novelas del Decamerón (Primera Jornada, Novela 5ª). En dicha novela, la marquesa tuvo que hacer frente a las pretensiones del rey Felipe II de Francia durante la ausencia de Conrado.
Pese a que los artistas y la tradición posteriores (como en el cuadro de François-Édouard Picot) es presentado con pelo y barba negras, él realmente era rubio, al igual que su padre y dos sus hermanos.